# Fringe (Theater)
Fringe (engl.: Rand, Franse) ist eine in den 1950er Jahren entstandene alternative Theaterform, die ihren Höhepunkt in den 1960er Jahren hatte. Der Name stammt aus der Entstehungszeit, als am Rand des offiziellen schottischen Edinburgh Festivals freie Theatergruppen eigene Auftritte organisierten.

## Allgemeines
Die Aufführungen sind normalerweise technisch nicht aufwändig. Häufig wird in Spielstätten gespielt, die dazu umfunktioniert werden und eigentlich keine klassischen Theaterschauplätze sind. Die Theatergruppen sind in der Regel kleiner als Ensembles konventioneller Theater, weil die Gruppen zum einen oft reisen, man zum anderen in den Spielstätten aufgrund der geringen Größe nicht mit mehr Schauspielern aufführen könnte und die Kosten wegen der schwierigen Finanzierung gering gehalten werden müssen. Daher sind Ein-Person-Stücke im Fringe-Theater durchaus üblich. Manchmal kommen die Künstler bei Bewohnern der Stadt unter, in der sie gerade ihre Stücke präsentieren. 
Häufig werden neue Stücke aufgeführt, die sich durch ihre obskure und unübliche Handlung von Mainstream-Theater unterscheiden. 
Während die Dauer von konventionellen Theaterstücken meist zwei bis drei Stunden beträgt, dauern Fringe-Stücke in der Regel weniger als eine Stunde. Durch die kurzen Aufführungen und die niedrigeren Eintrittspreise wird es Zuschauern ermöglicht an einem Abend mehrere Stücke anzuschauen. Fringe zeichnet sich dadurch aus, dass die Art und Weise der Aufführungen sehr stark variieren können. Künstlerische Elemente aus verschiedensten künstlerischen Teilbereichen werden kombiniert, was zu hoher Abwechslung und einem großen Potential an möglichen Darstellungsformen führt.

## Geschichte

### 1950er bis 1980er
Bereits 1947 entstand mit dem Edinburgh Festival Fringe ein erstes Festival, auf dem – neben dem etablierten Theater – experimentelle Stücke aufgeführt wurden. In den 1950er Jahren formte sich Fringe weiter aus und hatte seinen Höhepunkt Mitte der 1960er Jahre. 1963 eröffnete das erste Fringe-Theater in Edinburgh, der Travers Theatre Club. Weitere folgten unter anderem in London.
Im Verlauf der 1970er und 1980er Jahre und mit dem Anwachsen der freien Theaterszene in Großbritannien wurden die Grenzen zwischen Fringe und kommerziellem und institutionellem Theater immer fließender. 1977 eröffneten sowohl das National Theatre mit dem Cottesloe Theatre (heute Dorfman Theatre) als auch die Royal Shakespeare Company mit The Warehouse eine Fringespielstätte im eigenen Haus.
Daraufhin wurde Fringe ins kommerzielle West End übernommen und somit einem breiteren Publikum vorgestellt.

### Fringe Heute
In jüngster Zeit erhalten Theatergruppen und Regisseure, die aus der freien Szene stammen, immer häufiger die Gelegenheit, an großen brit. Theatern aufzutreten oder zu inszenieren. Damit hat sich das Fringe-Theater zumindest teilweise von einer Widerstandsbewegung zu einem Sprungbrett für den Aufstieg in den etablierten Theaterbetrieb entwickelt.

## Bekannte Vertreter des Fringe-Theaters
Zu den bekanntesten Vertretern gehören Simon McBurney und sein Théâtre de Complicité, Phelim McDermott und Julian Crouch vom Improbable Theater mit ihrer Produktion Theatre of Blood am National Theatre in London (2005).

## Liste von Fringe Festivals
- Acco Festival of Alternative Israeli Theatre
- Adelaide Fringe Festival
- Anywhere Theatre Festival (Brisbane)
- Atlantic Fringe Festival
- Austin FronteraFest Fringe Festival
- Bath Fringe Festival
- Brighton Festival Fringe
- Buxton Festival Fringe
- Calgary Fringe Festival
- Capital Fringe Festival
- Couch Soup|Couch Soup Fringe Festival
- Dublin Fringe Festival
- Duisburg Fringe Festival
- Edinburgh Festival Fringe
- Edmonton International Fringe Festival
- FRIGID New York
- FRiNGE Festival der Ruhrfestspiele Recklinghausen
- Indianapolis Theatre Fringe Festival
- London Festival Fringe
- London Fringe Theatre Festival (Ontario)
- Malvern Fringe Festival
- Melbourne Fringe Festival
- Minnesota Fringe Festival
- New York International Fringe Festival
- Orlando International Fringe Theater Festival
- Ottawa Fringe Festival
- Perth Fringe Fetival|Fringe World
- Prague Fringe Festival|Prague Fringe
- Saskatoon Fringe Theatre Festival
- St-Ambroise Montreal Fringe Festival
- Time-Based Art Festival
- The Sydney Fringe|Sydney Fringe
- Toronto Fringe Festival
- Vancouver Fringe Festival
- Winnipeg Fringe Theatre Festival